# Саки (аэродром)
Саки — военный аэродром первого класса в Крыму, на котором находится учебно-тренировочный комплекс «Нитка» для подготовки лётного состава палубной авиации (ранее назывался 23-й испытательный полигон).
Эксплуатант аэродрома — Минобороны России (Военно-морской флот ВС России). С 2014 года на аэродроме дислоцируется 43-й отдельный морской штурмовой авиационный полк на самолётах Су-24М и Су-30СМ.
Гарнизон авиаторов расположен в п. Новофёдоровка (ранее именовался Саки-4). Взлётно-посадочная полоса общего назначения 04/22L 3200х60 метров, покрытие — бетон. Взлётно-посадочная полоса 04L/22R специального назначения. Параллельно ВПП 04L/22R расположена резервная грунтовая ВПП 3200х100 метров. Позывной аэродрома — «Лесная». Аэродром принимает все типы ВС без ограничений, в ночное время только по предварительному согласованию (из-за особенностей светосигнального оборудования — ССП-1 без КНС).

## История аэродрома
Аэродром был построен для Качинского училища лётчиков. Перед войной на аэродроме базировались бомбардировщики ДБ-3Ф 21-го дальнебомбардировочного полка. Полк с 26 июня 1941 года начал наносить бомбовые удары по нефтепромыслам Плоешти и порту Констанца.
В октябре 1941 года к аэродрому подошли немецкие войска. Авиаторы заняли оборону и приняли бой, при этом пытаясь организовать перегон самолётов на восток. Около половины самолётов удалось спасти, около 80 человек из наземного состава погибли и пропали без вести.
С 1941 по 1944 год аэродром использовался немецкой авиацией, работало 4 авиакрыла Люфтваффе (Не-111, Ме-109, Ju-87). Немцы построили километровую ВПП из шестигранных бетонных плит (в настоящее время не используется).

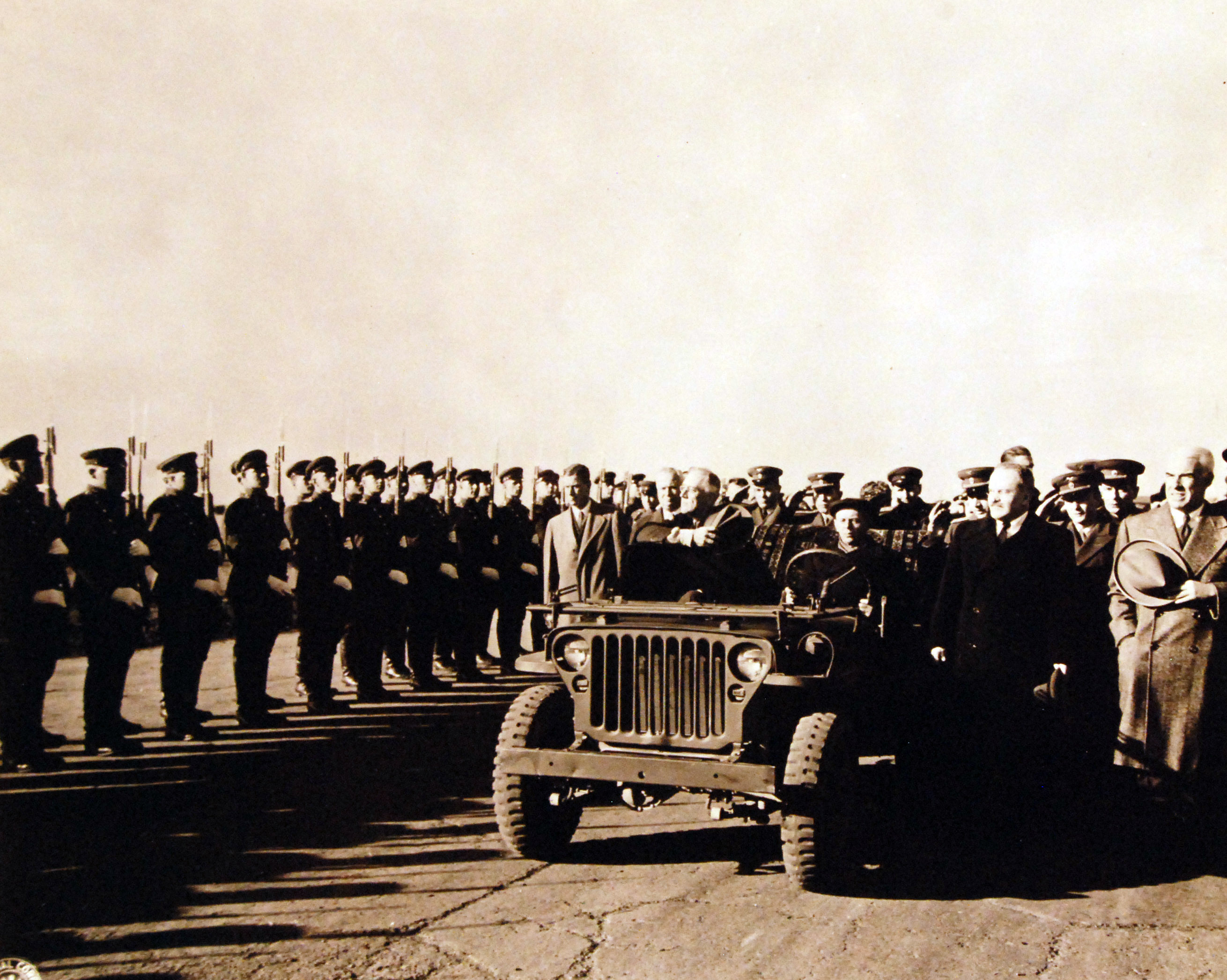
Президент США Ф. Д. Рузвельт и В. М. Молотов принимают парад почётного караула на аэродроме Саки. U.S. Navy Photograph, now in the collections of the National Archives.

В феврале 1945 года на аэродром приземлялись и отсюда улетали главы держав-союзников антигитлеровской коалиции У. Черчилль и Ф. Рузвельт, а также члены делегаций, обслуживающий персонал, эскадрилья американских самолётов-истребителей с лётно-подъёмным составом (всего около 300 человек). Проживал личный состав союзников в военном санатории г. Саки.
По состоянию на 1 июля 1945 года на аэродроме Саки базировались: 2-я гвардейская минно-торпедная дивизия (управление), 4-я истребительная авиационная дивизия (управление), 3 гв. дальнебомбардировочный авиационный полк, 11-й гв. истребительный авиационный полк.
В начале января 1951 года на аэр. Саки было начато переучивание первых истребительных частей ВМФ — 6 гв. истребительного полка и 11 гв. истребительного полка, на реактивные самолёты МиГ-15.
С 5 ноября 1952 года на аэродром перебазировались 16-й истребительный авиационный полк ПВО и 148-й гвардейский истребительный авиационный полк ПВО 97-й истребительной авиационной дивизии, прибывшие из правительственной командировки из КНР на самолётах МиГ-15. Полки прибыли вместе с управлением дивизии. Дивизия вместе с полками входили в состав 52-го истребительного авиационного корпуса ВВС Таврического военного округа. В 1955 году полки переучились на самолёты МиГ-17. В мае 1956 года в связи с расформированием Таврического военного округа и 52-го истребительного авиационного корпуса полки вместе с 97-й иад вошли в состав 48-й воздушной армии Одесского военного округа.
По состоянию на 1 января 1957 года на аэродроме Саки базировались следующие части:
- управление 2-й гвардейской минно-торпедной авиационной дивизии;
- 13-й гвардейский минно-торпедный авиационный полк;
- 942-й минно-торпедный авиационный полк;
- 4-я отдельная буксировочная АЭ;
- 30-й отдельный дальнеразведывательный авиационный краснознамённый Севастопольский полк (30-й ОДРАП ВВС ЧФ, в/ч 56126);
- управление 97-й истребительной авиационной дивизии[3][4];
- 16-й истребительный авиационный полк[3][4];
- 148-й гвардейский истребительный авиационный полк[3][4].

В связи с сокращениями Вооружённых сил СССР в период с 15 октября 1959 года по 3 января 1960 года 16-й истребительный авиационный полк и 148-й гвардейский истребительный авиационный полк были расформированы вместе с 97-й иад.
После сокращения ВС СССР в начале 1960-х годов на аэр. Саки остался 30-й ОДРАП. На вооружении полка были самолёты Ил-28Р, затем Ту-16Р и Ту-22Р. Интересно, что Ил-28Р долго эксплуатировались параллельно с остальными типами самолётов и лётные экипажи имели допуск сразу на два типа техники, что нетипично для строевых частей ВВС. Задачей полка было ведение всех видов воздушной разведки на южном направлении в интересах флота, полк подчинялся непосредственно командующему ЧФ. Также на аэродроме до 1976 года базировалась 4-я отдельная эскадрилья буксировщиков мишеней на Ил-28 (4-я ОБукАЭ).
В 1976 году на аэр. Саки был сформирован 299-й инструкторско-исследовательский корабельный авиационный полк в/ч 10535 на самолётах Як-38 и МиГ-21, с подчинением начальнику 33-го центра боевой подготовки и переучивания ВМФ ВС СССР. Построена площадка для отработки вертикального взлёта и посадки. Принято решение о строительстве тренажёрного комплекса для тренировки палубных лётчиков для строящихся в г. Николаеве авианосцев.
В 1982 году введён в эксплуатацию тренажёрный комплекс палубной авиации 23-го испытательного полигона.
В 1987 году в составе 33-го центра создаётся 39-е управление корабельной авиации, на которое замыкаются 100-й КИАП, 299-й КШАП и 23-й испытательный полигон (НИУТКА) с частями обеспечения на аэродроме Саки. В следующем, 1988 году 39-е управление КА развёрнуто в 1063-й центр боевой подготовки корабельной авиации (1063-й ЦБПКА). В него вошли 100-й, 299-й авиационные полки и 23-й полигон.
Из-за нехватки места на аэродроме в 1989 году 30-й ОДРАП был перебазирован с аэродрома Саки на аэродром Октябрьское. В результате политических преобразований этот полк был расформирован в июле 1995 года.

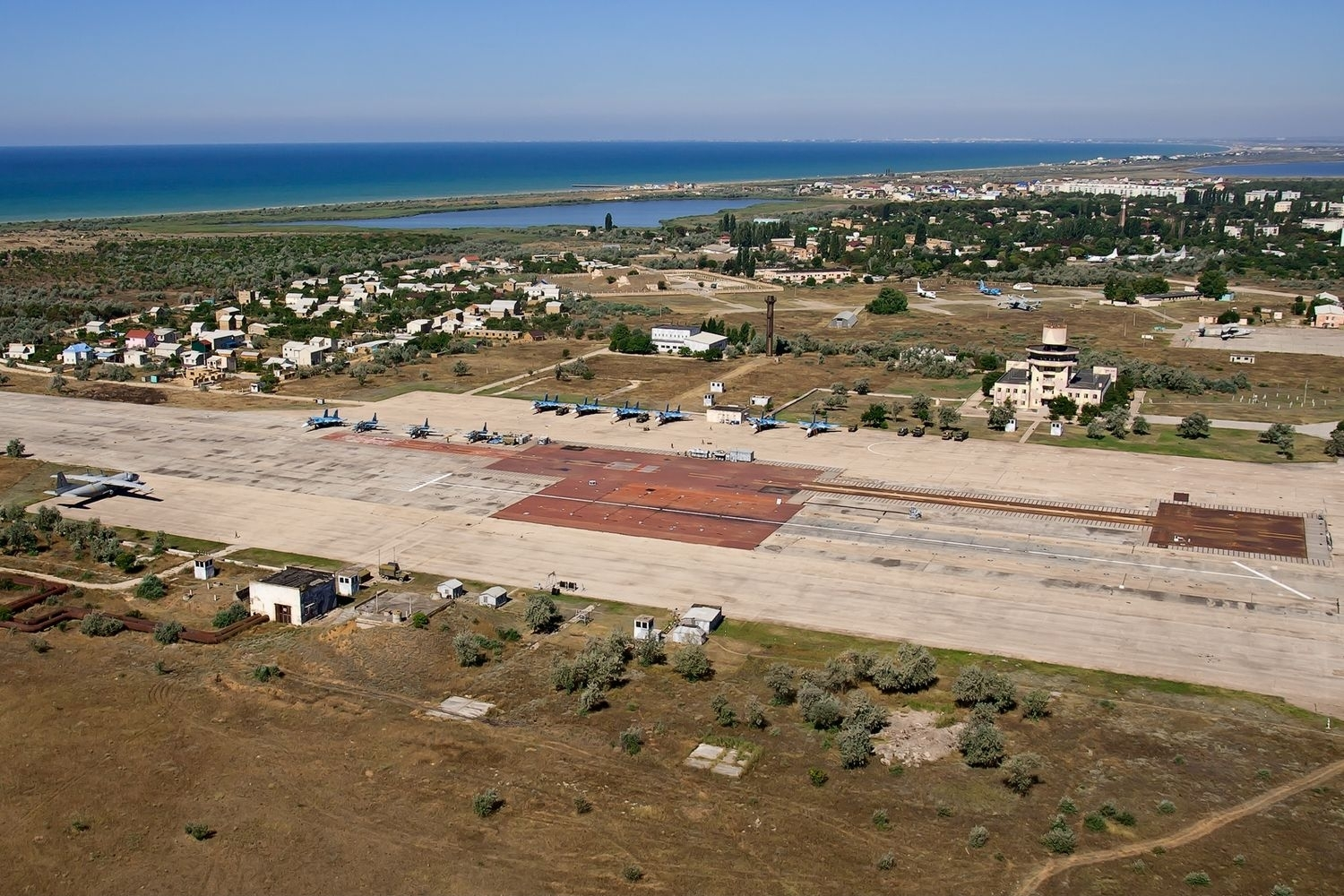

### Во время вторжения России на Украину
9 августа 2022 года, на фоне вторжения России на Украину, на аэродроме произошли взрывы, уничтожившие от 7 до 11 самолетов Су-24 и Су-30. Минобороны РФ сообщило, что произошла детонация боеприпасов. По данным украинской стороны взрывы стали результатом операции украинского спецназа.
21 сентября 2023 года авиабаза также подверглась атаке с использованием беспилотников и ракет.

## Полигон взлётно-посадочных систем «Нитка»
(от абр. — акроним НИТКА: Наземный Испытательный Тренировочный Комплекс Авиационный) — учебно-тренировочный комплекс, предназначенный для отработки лётчиками палубной авиации техники взлёта и посадки самолёта на палубу авианосца. Также позволяет выполнять испытания самолётов и корабельных авиационно-технических средств до их допуска к опытно-испытательной эксплуатации с палубы авианосца. Обеспечивает подготовку лётного и инженерного состава морской палубной авиации. В частности в СССР обеспечивал испытания самолётов и корабельных авиационно-технических средств для первого тяжёлого авианесущего крейсера проекта 1143.5. Первое советское название — ИУТК КА (испытательный учебно-тренировочный комплекс корабельной авиации ВМФ).
В марте 2014 года комплекс палубной авиации «Нитка» вошёл в состав Вооруженных Сил Российской Федерации, над комплексом был поднят флаг Российской Федерации.
Начальник — полковник Зырин Александр Юрьевич.

### Состав комплекса

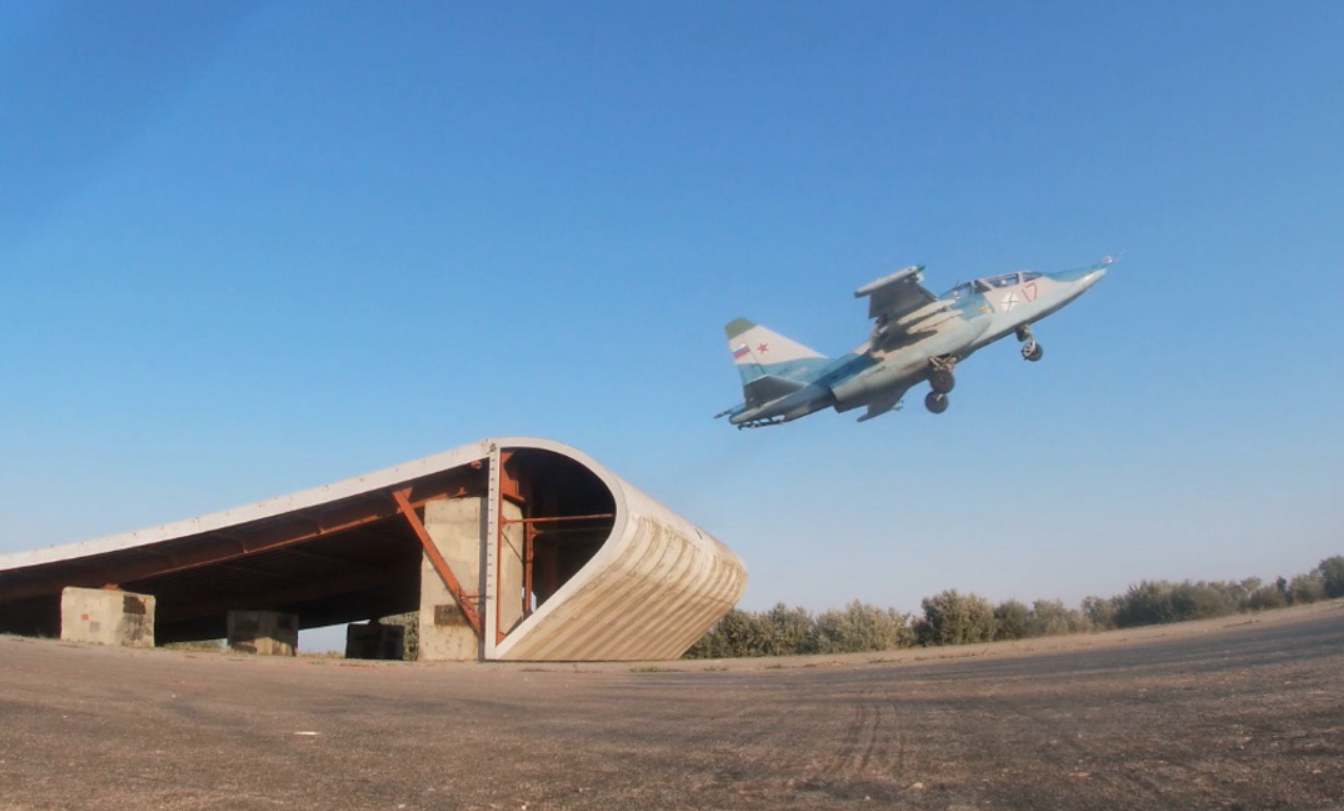
Трамплин. Вид сбоку

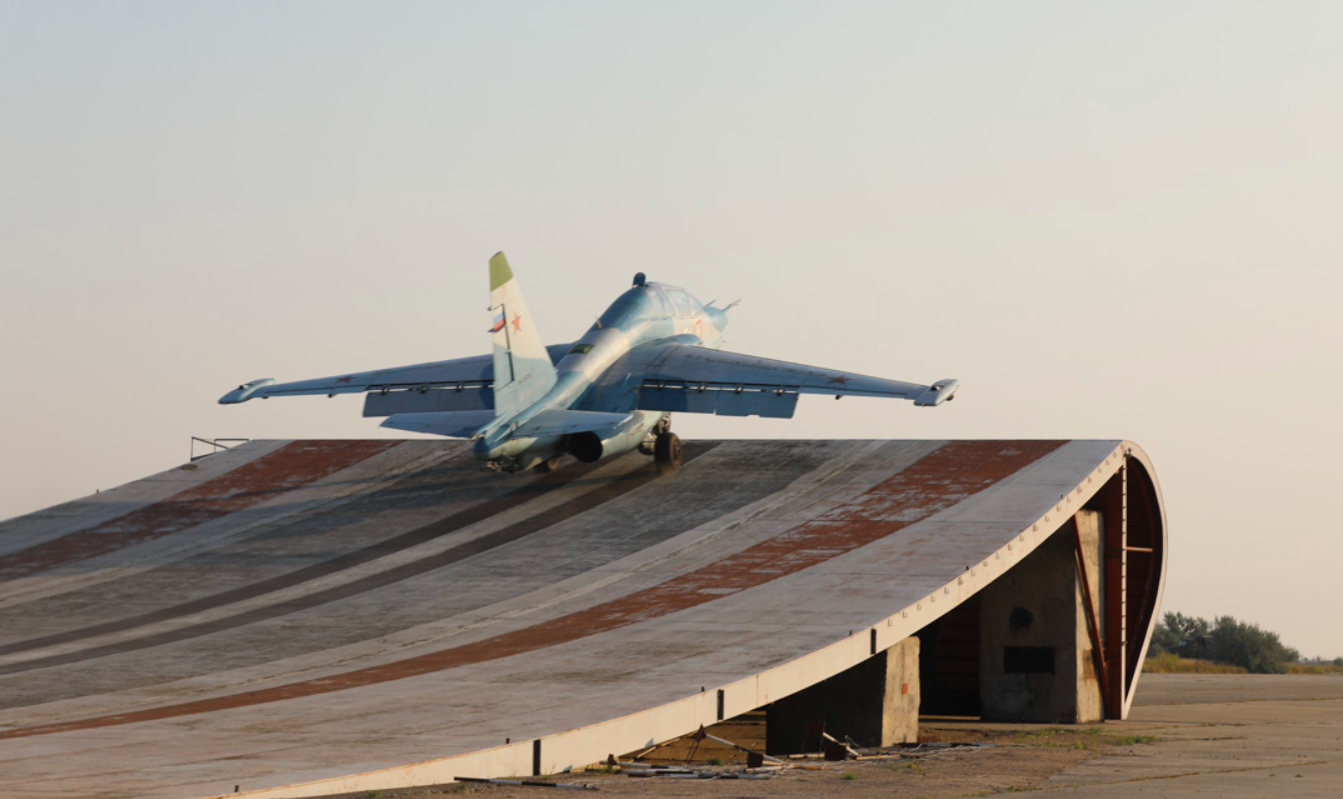
Взлёт с трамплина комплекса «Нитка»

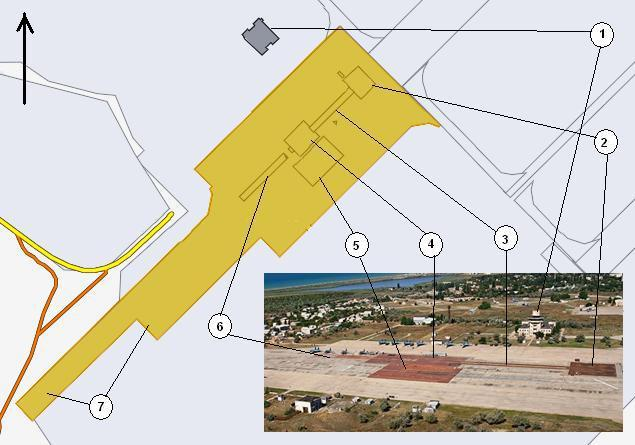
Схема комплекса НИТКА.
1. Командно-диспетчерский пункт;
2. Стартовый блок БС-1;
3. Трек паровой стартовой катапульты;
4. Стартовый блок БС-2 (под ним — паросиловая установка);
5. Блок аэрофинишёров БС-2-2;
6. Место зарезервировано для второй катапульты;
7. Взлётно-посадочная полоса с трамплином.

Основными средствами авиационного комплекса являются взлётный и посадочный блоки (катапульта и аэрофинишёры), полосы безопасности и трамплин.
Взлётно-посадочный блок, выполненный заподлицо с поверхностью лётного поля, состоит из следующих основных элементов:
- Стартовый блок БС-1 с паровым бросковым устройством (аналог палубной стартовой катапульты). Блок использовался для проведения испытаний аэрофинишёров. (В настоящее время не используется.)
- Стартовый блок БС-2-1 используется для тренировочных посадок самолётов на аэрофинишёр. Наряду со стартовым блоком зарезервированно место для второго катапультного устройства.
- Паросиловая установка — паровой котёл КВГ-2-1, производительностью в 115 тонн пара в час под давлением в 64 бар и температурой пара в 470°С.

Блок оборудован аварийными задерживающими устройствами и сетями.
Направленная в сторону моря взлётно-посадочная полоса имеет длину 290 метров. ВПП оборудована стартовым трамплином Т-2 с углом отрыва в 14 градусов.
Общий вес металлоконструкций комплекса вместе с трамплином составляет около 12000 тонн. НИТКА считается крупнейшим тренажёром данного типа в мире. Обслуживание комплекса и поддержание его в рабочем состоянии осуществляет около 180 военных специалистов.
На «Нитке» установлена корабельная оптическая система посадки «Луна», КДП был оборудован системой управления полётами «Цилиндр», которая представляет собой один контур аналогичной корабельной системы «Резистор-К4».
Таким образом может осуществляться подготовка лётчиков палубной авиации на авианосцы с катапультным и трамплинным взлётом самолётов.
Согласно российско-украинскому межправительственному соглашению Об использовании полигона взлётно-посадочных систем «Нитка» от 7 февраля 1997 года в состав полигона взлётно-посадочных систем «Нитка» включены 19 объектов:
| № п/п | Наименование объекта             | Год постройки |
| ----- | -------------------------------- | ------------- |
| 1     | Штаб части                       | 1937          |
| 2     | Мастерские                       | 1979          |
| 3     | Подсобное помещение              | 1979          |
| 4     | Прирельсовый склад               | 1980          |
| 5     | Караульное помещение             | 1981          |
| 6     | Караульное помещение             | 1980          |
| 7     | Дизельная электростанция         | 1988          |
| 8     | Дымовая труба с каналами         | 1984          |
| 9     | Удерживающее устройство          | 1984          |
| 10    | Морской водозабор                | 1988          |
| 11    | Насосная обратного водоснабжения | 1988          |
| 12    | Флотационная станция             | 1986          |
| 13    | Камера переключения              | 1985          |
| 14    | Взлётно-посадочный блок          | 1986          |
| 15    | Резервуар (1000 метров)          | 1986          |
| 16    | Резервуар (500 метров)           | 1986          |
| 17    | Блок БС-2-2                      | 1982          |
| 18    | Трамплин                         | 1984          |
| 19    | Казарма                          | 1953          |

### История строительства
План строительства комплекса был утверждён 30 апреля 1976 года постановлением ЦК КПСС и Совета Министров СССР в рамках намеченной программы постройки в 1978—1980 годах двух больших авианесущих крейсеров водоизмещением 65000 т. с атомными энергетическими установками, двумя катапультами и аэрофинишёрами. Строительство тренажёрного комплекса в авиагарнизоне Саки-4 было начато в 1977 году после ввода в эксплуатацию первого авианесущего крейсера проекта 1143 «Киев». Строительство каждого следующего авианесущего крейсера осуществлялось по новым проектам, параллельно создавались новые типы самолётов палубной авиации, поэтому нужен был специальный полигон, на котором отрабатывалась бы методика взлёта-посадки самолётов на все перспективные проекты авианосцев, испытывались бы новые прототипы самолётов корабельной авиации с укороченными взлётом и посадкой.
Проект тренажёрного (де факто тренажерно-испытательного) комплекса был разработан Невским проектно-конструкторским бюро (Ленинград). Основные сооружения комплекса — взлётно-посадочные блоки — строил и монтировал Черноморский судостроительный завод (Николаев). Аэрофинишёры и трамплины — Пролетарский завод (Ленинград). Всеми работами по строительству «Нитки» руководил старший строитель ЧСЗ Алексей Иванович Середин.
Все конструкции, монтируемые на тренажёре — основные блоки, а затем и трамплины — изготавливались секциями в Николаеве на Черноморском заводе и транспортировались морем в Новофёдоровке, где был сооружён специальный причал, создана производственная база завода для организации полноценного строительства.

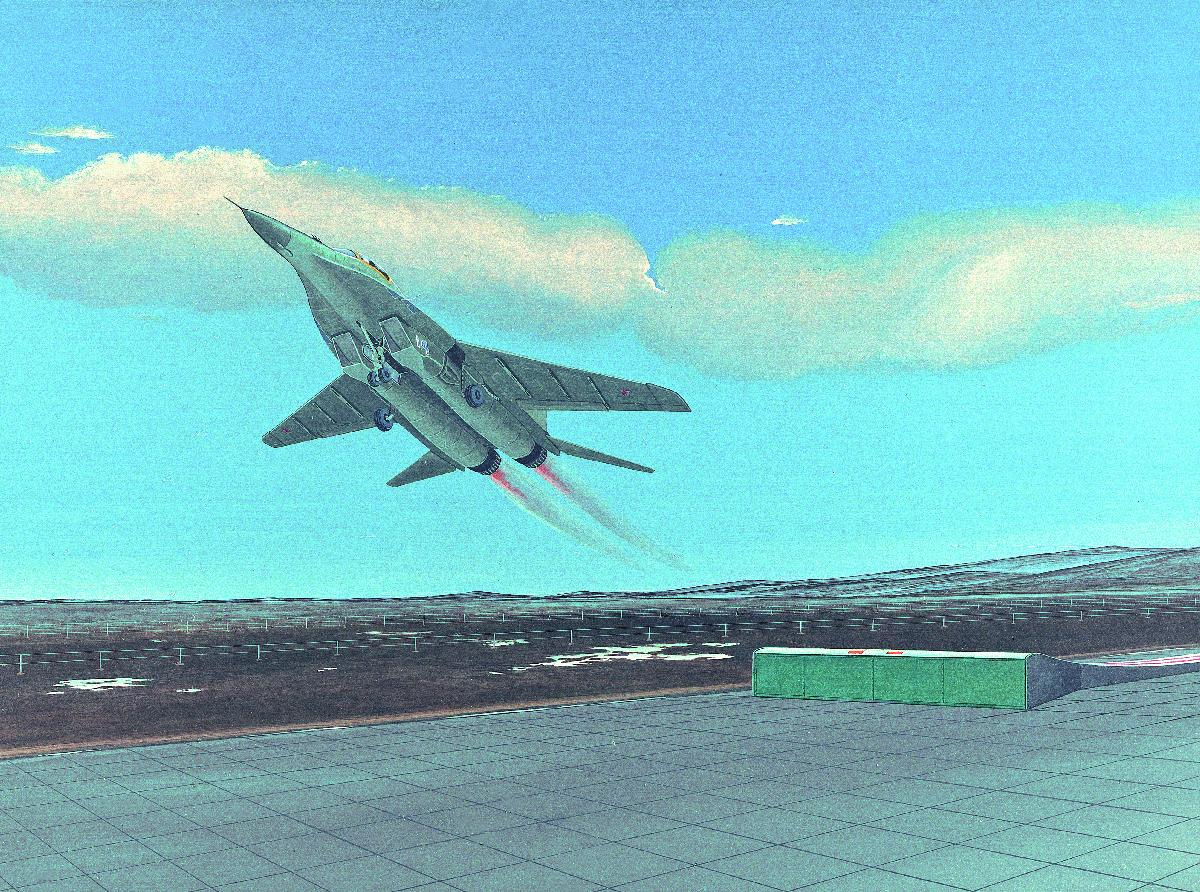
Таким представляли секретный объект под Саками агенты РУМО США в 1980-х.

Генеральный штаб ВС СССР постоянно оказывал давление на ГШ ВМФ и Минсудпром, снижая объёмы финансирования с целью прекращения работ по строительству катапультного устройства, а в октябре 1980 года полностью прекратил финансирование «Нитки». На этот период был сформирован основной взлётно-посадочный блок БС-1, в котором шёл монтаж механизмов энергоустановки, аэрофинишёров и катапульты № 1, а также был сформирован корпус второго (посадочного) блока БС-2-1. Был подготовлен совместный доклад главнокомандующего ВМФ Сергея Георгиевича Горшкова и директора ЧСЗ Юрия Ивановича Макарова министру обороны Д. Ф. Устинову, где кроме «Нитки», был сделан акцент на необходимости создания авианосца с палубой для горизонтального взлёта и посадки самолётов. Кроме того, в этом докладе отмечалось, что по расчётам институтов и ОКБ министерства авиационной промышленности имеется возможность взлёта с коротким разбегом самолётов типа Су-27 с полётной палубы корабля с применением трамплина с углом схода 15-20 градусов.
В 1982 году комплекс был введён в эксплуатацию без паросиловой установки и катапульты. На тренажёре началась подготовка экипажей самолётов вертикального взлёта Як-38.
После выхода в январе и апреле 1984 года правительственных постановлений о создании палубных истребителей Миг-29 и Су-27 активизировались работы по созданию катапульты «Светлана-1», внутренний диаметр двух цилиндров которой равнялся 50 см, а длина — около 90 м. Чтобы катапульта в течение нескольких секунд смогла разогнать самолёт до скорости взлёта 270—280 км/ч, требовалось накопить максимальное количество пара, а затем мгновенно направить его под разгонный челнок катапульты. Волгодонский завод «Атоммаш» изготовил для «Нитки» экспериментальные пароаккумуляторы и систему жаростойких трубопроводов, способных пропускать большие объёмы пара высокого давления. Однако из-за того, что в СССР так и не был построен полноценный авианосец с катапультным стартом, катапульта, в работе над которой участвовал не один десяток КБ и заводов, так и осталась ненужной. Катапульта № 2, под которую проектом зарезервировано место на тренажёре, не устанавливалась.
Энергообеспечение полигона осуществлялось с помощью трёх дизель-генераторов мощностью 680 КВт каждый.
Сначала на комплексе был установлен трамплин Т-1 с углом наклона 8°. Первый взлёт с трамплина был выполнен 21 августа 1982 года на самолёте Миг-29. Однако, по расчётам конструкторов оптимальный угол наклона должен был составлять 12° для Миг-29 и 18° для Су-27. Поэтому было предложено разработать трамплин с переменным углом наклона, но, как выяснилась в ходе расчётов и проектирования, конструкция получалась слишком громоздкой, и от этой идеи отказались. Для второго трамплина, который получил наименование Т-2, был выбран компромиссный угол в 14°. ЧСЗ срочно изготовил новый трамплин — в сентябре 1984 года с него начали выполняться взлёты самолётов Су-27, Миг-29 и Су-25УТГ.

## Эксплуатация

### Советский период (1981—1991 гг.)
В 1981 году в авиагарнизоне Саки-4 был сформирован 23-й испытательный учебно-тренировочный комплекс (23-й ИУТК). 21 августа 1986 года он переформирован в 39-е управление испытательного учебно-тренировочного комплекса корабельной авиации, а сам комплекс получил название НИТКА. Первый взлёт с трамплина с углом схода восемь градусов выполнил 21 августа 1982 года лётчик-испытатель ОКБ-155 Министерства авиационной промышленности СССР имени А. И. Микояна и М. И. Гуревича Герой Советского Союза А. Г. Фастовец на самолёте Миг-29ЛЛ.

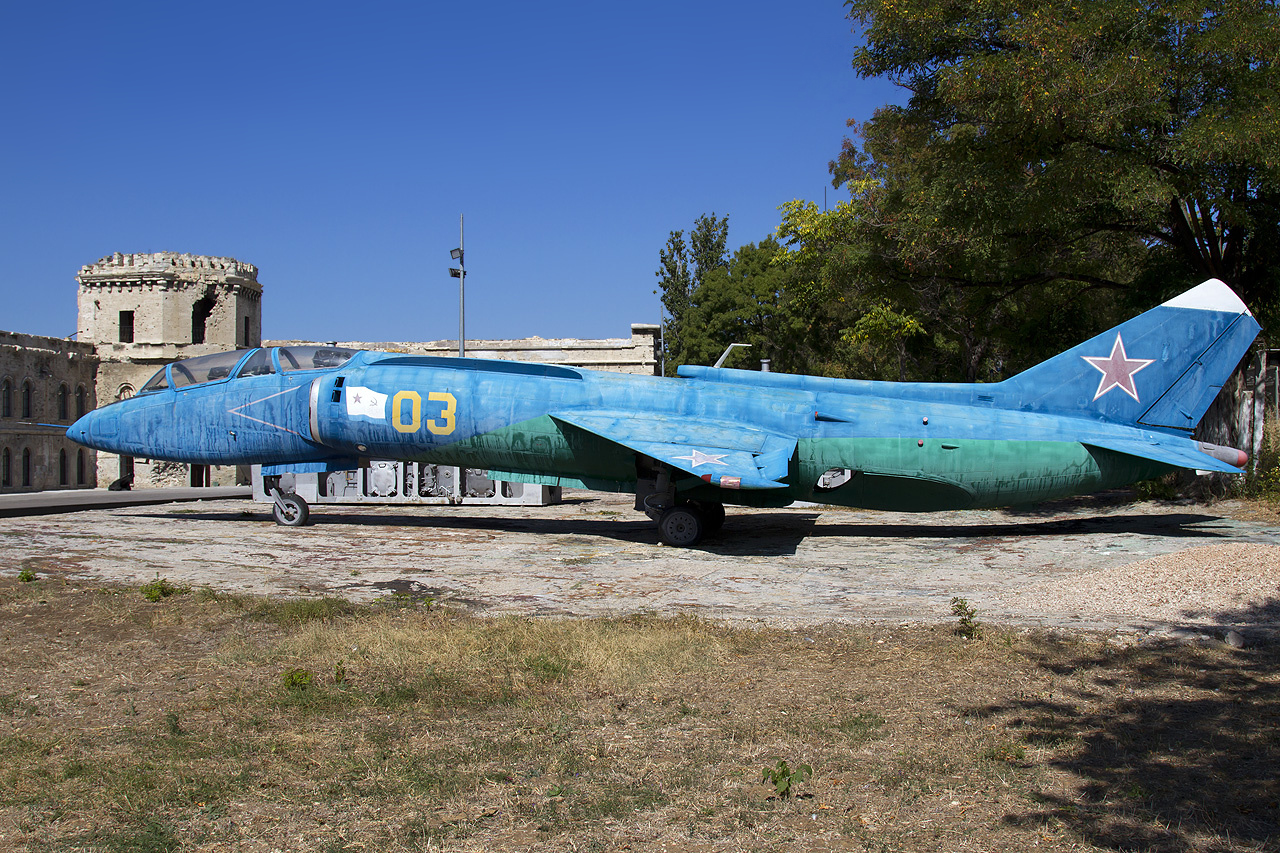
Сакский учебно-тренировочный Як-38У в Военно-морском музее «Михайловская батарея», Севастополь.

В сентябре 1984 года начались полёты самолётов Су-27 и Миг-29. Первый взлёт с нового трамплина на Су-27 выполнил лётчик-испытатель герой Советского Союза Г. Ф. Садовников, на Миг-29 — Герой Советского Союза В. Е. Меницкий. После них полёты с «Нитки» на самолётах Миг-29 и Су-27 выполняли лётчики-испытатели Герои Советского Союза А. В. Федотов, Б. А. Орлов, В. Г. Пугачёв и другие. Это были первые в мировой практике взлёты самолётов с обычной аэродинамикой с трамплина.
Одновременно начались испытательные полёты специально созданного для подготовки лётчиков корабельной авиации двухместного учебно-боевого самолёта Су-25УТГ. Первые посадки с использованием аэрофинишёров были выполнены на Су-27К В. Г. Пугачёвым и МиГ-29К Т. А. Аубакировым.
Директивой главного штаба ВМФ от 13 декабря 1988 года на базе 39-го управления в Саках был создан 1063-й Центр боевого применения корабельной авиации, в который вошли 23 ИУТК, 229-й отдельный корабельный инструкторско-исследовательский штурмовой авиаполк (на самолётах Як-38, позднее Миг-21 и Су-25) и сформирован 10 марта 1986 года 100-й отдельный корабельный истребительный авиационный полк (на самолётах Су-27 и Миг-29), а также части обеспечения — батальон связи и батальон аэродромно-технического обеспечения. Центр замыкался на 33-й Центр боевого применения и переучивания лётного состава авиации ВМФ СССР имени Преображенского (Николаев).
В 1991 году в ходе испытаний самолёта Су-27К в акватории Чёрного моря лётчики 100-го авиаполка Т. А. Апакидзе и А. П. Яковлев 26 и 27 сентября 1991 года выполнили первые самостоятельные посадки на корабль — тяжёлый авианесущий крейсер «Тбилиси» (ныне «Адмирал флота Советского Союза Кузнецов» ВМФ РФ). Лётчики С. Г. Рассказов и Л. А. Стратоницкий, которые также были подготовлены к полётам на «Тбилиси», но на самолётах МиГ-29К выполнить посадку на корабль не смогли — авианесущий крейсер был срочно выведен в море и перебазирован на Северный флот.

### В ВМС Украины. Подготовка лётчиков ВМФ РФ

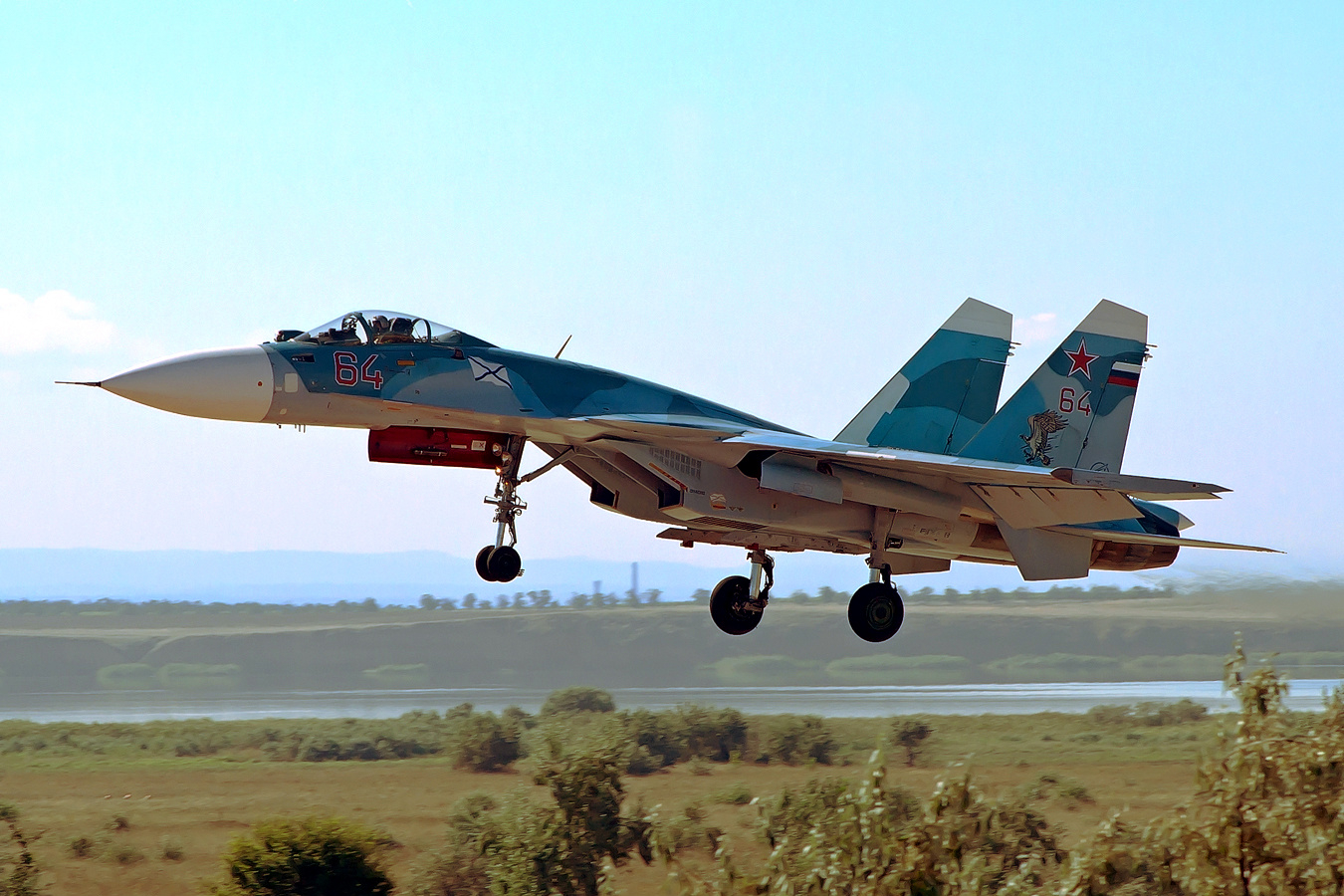
Палубный истребитель Су-27К (Су-33) над полигоном НИТКА, авиабаза Саки, 2010 год

10 апреля 1992 года 1063-й Центр боевого применения корабельной авиации во главе с полковником авиации Виктором Безногих присягнул Украине. Приказом Министра обороны Украины соединение было зачислено в состав Вооруженных Сил Украины. В то же время многие офицеры отказались от службы в Вооружённых Силах Украины и военной присяги Украине. Организационно 1063-й ЦБПКА и НИТКА замыкались на 3-й филиал ГЛИЦ (Приморский, Феодосия), который в свою очередь подчинялся 5-му авиационному корпусу ВВС Украины (Одесса). А в июле 1993 года, с формированием авиации Военно-морских сил 100-й и 299-й полки вошли в его состав. На базе Центра боевого применения корабельной авиации ВМС было сформировано управление авиации Военно-морских сил. Командующим авиацией Военно-морских сил Украины был назначен генерал-майор Николай Воловин.
Из-за отсутствия у Вооружённых сил Украины авианосцев подготовка лётчиков самолётов палубной авиации для ВС Украины была сочтена нецелесообразной. Поэтому некоторое время тренажёрный комплекс по назначению не использовался.
1 февраля 1994 года Министерство обороны Украины переименовало комплекс в испытательный полигон взлётно-посадочных систем Нитка. 8 июля 1994 года был подписан контракт об использовании комплекса в интересах РФ. Контракт подписали: ВВС Украины (от заказчика) и (от исполнителя) государственная компания «Росвооружение». В июле 1994 года на полигоне возобновилась подготовка личного состава морской авиации ВМФ Российской Федерации.
7 февраля 1997 года правительства Российской Федерации и Украины подписали соглашение Об использовании полигона взлётно-посадочных систем «Нитка». Стороны договорились о совместном использовании полигона НИТКА. По соглашению Украина разрешила России использовать полигон в составе взлётно-посадочной полосы с трамплином и комплексом средств и механизмов, обеспечивающих трамплинный взлёт и аэрофинишёрную посадку самолётов, а также обязалась оказывать помощь по подготовке лётного состава, проведению испытаний объектов авиационной и морской техники, обеспечению эксплуатации полигона. За предоставленные услуги российская сторона обязалась поставлять украинской стороне запасные части, агрегаты, комплектующие изделия к самолётам семейств «Су-25» и «Су-27» Воздушных сил Украины на сумму, эквивалентную затратам украинской стороны на предоставление полигона, поддержание его в исправном состоянии.
С того времени до 2008 года на полигоне ежегодно проходили тренировки лётчики 279-го корабельного истребительного авиационного полка Северного флота России (аэродром базирования Североморск-3) на самолётах Су-27К, Су-27УБ и Су-25УТГ. Тренировки продолжительностью 1,5-2 месяца, обычно проходили в летний период.

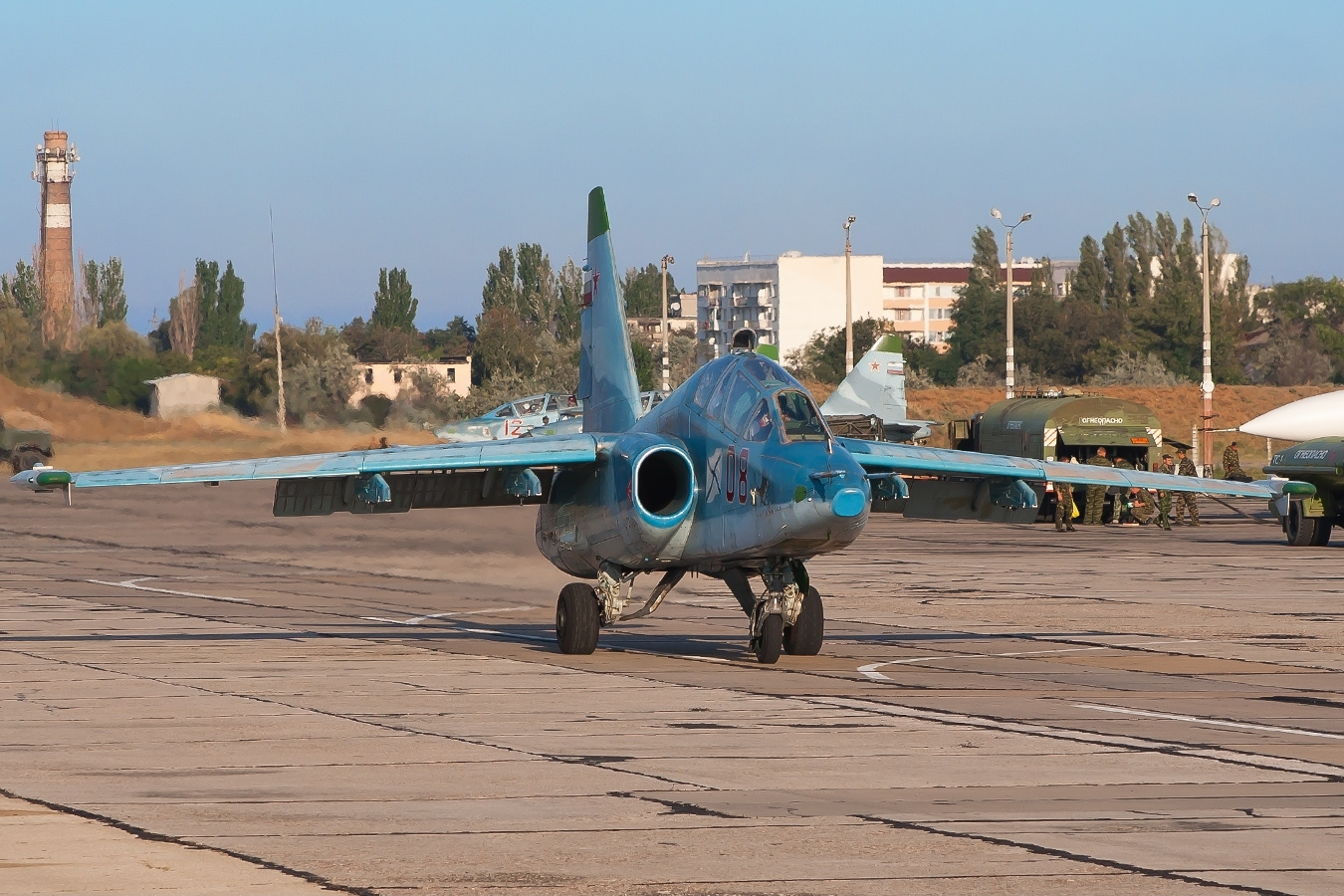
Учебно-тренировочный самолёт Су-25УТГ на полигоне НИТКА. Саки, 2010 год.

В августе 2008 года в связи с вооружённым российско-грузинским конфликтом, вызванным военной атакой Грузии на Южную Осетию, сотрудничество Украины и России по подготовке российских лётчиков было приостановлено. По версии, обнародованной для СМИ заместителем командующего морской авиацией ВМФ России Николаем Куклевым 5 сентября 2008 года, «9 августа МИД Украины выступил с заявлением, в котором посчитал нецелесообразным тренировку российских лётчиков на тренажёре в Крыму». По его словам, официальный Киев занял такую позицию в связи с российско-грузинским конфликтом. По словам Куклева, «к 9 августа 15 самолётов Северного флота уже перелетели на аэродромы в Анапу и Псков для последующих тренировок в Саках. Но, несмотря на все договорённости, в том числе и на разрешение Генерального штаба Украины, оплату аренды на несколько лет вперёд в этот вопрос вмешалась политика, и российские лётчики-палубники были вынуждены вернуться на свою базу в Североморск». Вследствие политико-дипломатических споров между двумя государствами тренировки лётчиков в 2008 году так и не состоялись.
Не состоялись тренировки российских лётчиков на «Нитке» и в 2009 году. Официальная причина, названная Украиной, — не был продлён срок эксплуатации аэрофинишёра. Российская сторона причиной срыва тренировок назвала «постоянно меняющуюся политическую конъюнктуру на Украине и неумение украинских политиков отвечать за свои слова».
Следующие полёты с «Нитки» состоялись только в 2010 году. 21 августа 2010 года на аэродром Саки прибыли российские самолёты Су-27К, МиГ-29К, Су-33УБ и Су-25УТГ, а тренировки начались 5 сентября и продолжались около 20 дней. По словам командира отдельного корабельного истребительно-авиационного полка морской авиации Северного флота ВМФ РФ Евгения Кузнецова, российские лётчики остались довольны организацией подготовки полигона.
20 августа 2012 года министр обороны Украины Дмитрий Саламатин и министр обороны Российской Федерации Анатолий Сердюков подписали протокол О внесении изменений в соглашение между правительством Украины и правительством Российской федерации об использовании полигона взлетно-посадочных систем "Нитка. Реализация протокола позволяла перейти на расчёты за использование полигона в твёрдой денежной сумме вместо получения запчастей, увеличить перечень авиационной техники, которая будет привлекаться для проведения испытаний на полигоне, а также использовать полигон в интересах не только Российской Федерации, но и других государств.
В 2013 году Россия отказалась от тренировки лётчиков на полигоне «Нитка» в Крыму. Позже, 4 сентября 2013 года, во время 6-го заседания подкомитета по вопросам безопасности украино-российской межгосударственной комиссии, которое состоялось в Москве, российская сторона сообщила об отказе от использования тренировочного комплекса «Нитка» с 2014 года. Украинская сторона со своей стороны заявила о готовности прекратить действие российско-украинского межправительственного соглашения от 1997 года, регламентирующего использование полигона в интересах ВМФ РФ.
Официальный представитель Министерства обороны Российской Федерации 7 января 2014 года заявил, что с 2014 года переучивание лётчиков 279-го корабельного истребительного авиационного полка Северного флота России на самолёты МиГ-29К будет осуществляться на аналогичном комплексе Центра боевого применения и переучивания лётного состава авиации ВМФ в Ейске.
21 марта 2014 года после аннексии Крыма Российской Федерацией стало известно, что комплекс палубной авиации «Нитка» переходит в собственность Вооруженных Сил России. С конца лета по начало сентября 2014 года в течение нескольких недель проводились учебно-тренировочные полёты лётчиками отдельного корабельного истребительного авиационного полка палубной авиации СФ на 6 Су-33 и 2 Су-25УТГ.

## Аналоги

### Российская Федерация

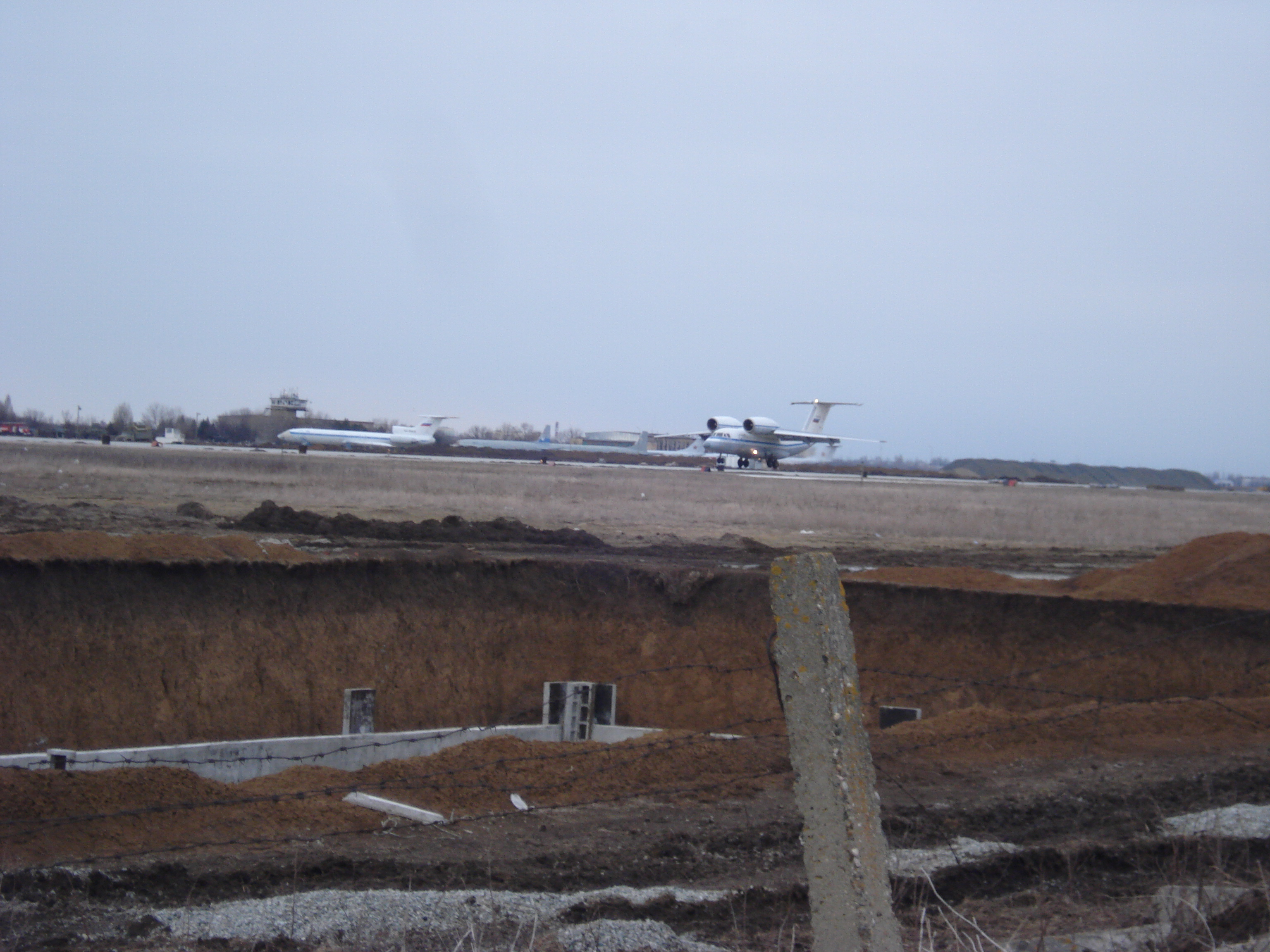
Аэродром Ейск. Март 2012 года. На переднем плане — котлованы для блоков тренажёрного комплекса

21 января 2009 года в 929-м государственном лётно-испытательном центре (город Ахтубинск, Астраханской области) состоялось выездное заседание военно-промышленной комиссии при правительстве Российской Федерации под председательством заместителя председателя правительства РФ Сергея Иванова. Одним из вопросов, обсуждавшихся в ходе заседания ВПК, был вопрос создания на базе авиагарнизона Ейск Центра подготовки лётчиков морской авиации с многофункциональным авиационным тренажёрно-полигонным комплексом. По словам Сергея Иванова в рамках федеральной целевой программы «Создание системы базирования Черноморского флота на территории Российской Федерации в 2004—2020 годы» правительством Российской Федерации определена смета на создание Центра подготовки лётчиков морской авиации (ЦПЛМА) с многофункциональным авиационным тренажёрно-полигонным комплексом на территории Ейского высшего военного авиационного института. Решение о создании ЦПЛМА в Ейске было принято правительством России ещё в декабре 2007 года. Смета работ составляла 5,7 млрд рублей до 2011 года. Формальным поводом для строительства является «избавление от зависимости от Украины при подготовке лётчиков для тяжёлого авианесущего крейсера „Адмирал Кузнецов“ на тренажёрном комплексе НИТКА, арендованного у Украины».
Согласно проектной документации ЦПЛМА, среди прочего планируется строительство на побережье Ейского лимана тренажёрного комплекса палубной авиации, аналогичного крымской «Нитке». В апреле 2012 года в Ейске начался монтаж трамплина, а в августе — оборудование взлётно-посадочного блока аэрофинишёрами. В акватории Азовского моря ведётся строительство вертолётной части тренажёра палубной авиации. Крымская «Нитка» таким оборудованием не обладает. Этот тренажёр будет представлять собой закреплённую на якорях в прибрежной акватории платформу. Она будет имитировать палубу корабля во время качки. Благодаря такому тренажёру лётчики смогут отрабатывать взлёт и посадку вертолётов на палубы авианесущих кораблей. Системы контроля и управления посадкой ейского тренажёра будут аналогичны системам авианесущего крейсера «Адмирал Кузнецов» ВМФ России. В начале июля 2013 года строящийся в Ейске комплекс был впервые использован для взлёта палубного учебно-тренировочного самолёта Су-25УТГ. В марте 2014 года государственная корпорация «Ростех» заявила о завершении общестроительных работ на наземном испытательном учебно-тренировочном комплексе корабельной авиации в городе Ейск. Вступил в заключительную фазу процесс монтажа и проведения пусконаладочных работ на разработанных и изготовленных опытных образцах вооружения и военной техники, обеспечивающих взлётно-посадочные операции летательных аппаратов, обучение и тренировку личного состава авианесущих кораблей ВМФ России. К настоящему времени Российская Федерация практически располагает двумя тренировочно-испытательным комплексами: крымской «Ниткой» и комплексом в Ейске.

### Соединённые Штаты Америки
Военно-морские силы США имеют на вооружении 11 многоцелевых авианосцев и соответствующее количество авиакрыльев корабельной авиации (типичное авианосное крыло насчитывает 86-88 самолётов палубной авиации). Наземная подготовка лётчиков морской авиации осуществляется в учебных авиакрыльях на авиабазах Чейз-Филд и Кингсвилл. Полёты выполняются с наземной моделью посадочной палубы авианосца, которая представляет собой аэродромную взлётно-посадочную полосу, оборудованную тормозной системой (аэрофинишёрами). На первом этапе отрабатываются полёты с выполнением манёвра «касание — взлёт» (англ. touch-and-go), когда самолёт, идя на посадку, касается ВПП в определённой точке и снова на форсаже взлетает. На следующем этапе подготовки выполняются посадки с использованием системы торможения — лётчик выпускает посадочный гак, зацепляющий один из тормозных тросов. После отработки техники посадки на наземной модели лётчики продолжают обучение на настоящем авианосце.

### Китайская Народная Республика
Китай развивает собственное производство палубных истребителей J-15, поэтому начал оснащать необходимые для подготовки лётного состава палубной авиации наземные тренажёрные комплексы. В 2010 году ряд СМИ, со ссылкой на японскую газету «Асахи симбун», заявила о том, что Китай начал строительство двух (в провинциях Ляонин и Шэньси соответственно) наземных предназначенных для подготовки пилотов палубной авиации, комплексов-имитаторов взлётно-посадочной палубы авианосца. По оценке экспертов, один из них — наземный тренажёрный комплекс в Хулудао в провинции Ляонин — почти копия «Нитки».
Ещё один подобный объект находится на берегу Бохайского залива в Жёлтом море. На окраине города Ухань провинции Хубэй построен «наземный авианосец» — почти полная габаритная копия среднего авианосца с островом, полётной палубой и трамплином, которая по внешнему виду похожа на авианесущий крейсер проекта 1143.6 «Варяг» (ныне китайский авианосец «Ши Лан»).

### Индия
Строительство тренажёра SBTF (от англ. Shore-Based Test Facility) на авиабазе ВМС Индии Ханса в штате Гоа осуществляется российскими специалистами по контракту с ОАО «Рособоронэкспорт» от 2009 года. Тренажёр является статичной копией перспективного авианосца «Викрант», оборудованный трамплином с углом схода 14° и аэрофинишёрами. Тренажёр предназначен для тестовых полётов лёгких истребителей HAL Tejas, а также подготовки лётчиков МиГ-29К. В марте 2012 года ОАО «Пролетарский завод» отгрузил аэрофинишёры «Светлана-2» по индийскому заказу. В 2012—2013 годах построен стартовый блок с трамплином.